# Sigurd Steikling
Sigurd Steikling fue un caudillo vikingo de Steigen en Hålogaland durante el gobierno de los hijos de Gunnhildr konungamóðir y, posteriormente Haakon Jarl (siglo X). Frente a la amenaza de los jomsvikings, junto a Tore Hjort de Vågar, se unieron a Haakon Jarl para enfrentarse al ejército invasor danés en la batalla de Hjörungavágr. Durante la batalla fue quien se enfrentó a las fuerzas de Bue digre.